# .sg
.sg es el dominio de nivel superior geográfico (ccTLD) para Singapur. Es administrado por el Singapore Network Information Centre.